# Eubrychius
Eubrychius är ett släkte av skalbaggar som beskrevs av Thomson 1859. Eubrychius ingår i familjen vivlar.
Kladogram enligt Catalogue of Life och Dyntaxa:
| Eubrychius | \| \| Eubrychius aquaticus \| \| \| \| \| \| Eubrychius lecontei \| \| \| \| \| \| Eubrychius velutus \| \| \| \| |
|            | \| \| Eubrychius aquaticus \| \| \| \| \| \| Eubrychius lecontei \| \| \| \| \| \| Eubrychius velutus \| \| \| \| |
|            | Eubrychius aquaticus                                                                                              |
|            | |
|            | Eubrychius lecontei                                                                                               |
|            | |
|            | Eubrychius velutus                                                                                                |
|            | |